# Bertha Wilson
 Bertha Wilson  CC (* 18. September 1923 in Kirkcaldy, Schottland; † 28. April 2007 in Ottawa, Kanada) war eine kanadische Rechtsanwältin und Richterin. Sie wurde 1982 die erste Richterin am Obersten Gerichtshof von Kanada.

## Leben und Werk
Wilson war die Tochter von Archibald Wernham und Christina Noble. Sie besuchte die University of Aberdeen und schloss ihr Studium 1944 mit einem Master of Arts ab. Sie setzte ihre Ausbildung am Training College for Teachers in Aberdeen fort und erhielt 1945 ihr Diplom. Ein Jahr später, nach Erhalt ihres Lehrerzertifikats, heiratete sie 1945 Reverend John Wilson und beide wanderten 1949 nach Kanada aus.
Sie arbeitete als Büroassistentin bei einem Zahnarzt, während ihr Mann im Koreakrieg im Einsatz war. Nach ihrem Umzug nach Nova Scotia schrieb sie sich 1955 an der Dalhousie University für ein Jurastudium ein und schloss drei Jahre später ihr LL.B. ab. Sie wurde 1957 in Nova Scotia und 1959 in Ontario als Rechtsanwältin zugelassen. Sie praktizierte 16 Jahre lang in Toronto bei der Anwaltskanzlei Osler, Hoskin & Harcourt als Anwältin. 1968 war diese Kanzlei die erste große Wirtschaftskanzlei in Kanada, die eine Frau als Partnerin zuließ.
Wilson war 1975 die erste Frau, die an den Court of Appeal for Ontario berufen wurde. Im März 1982 wurde sie auf Vorschlag von Pierre Trudeau als erste Frau an den Obersten Gerichtshof Kanadas berufen. Sie verteidigte das Recht auf Abtreibung und spielte eine Schlüsselrolle bei der Entscheidung des Obersten Gerichtshofs im Jahr 1988, die Beschränkungen des Strafgesetzbuchs für Abtreibungen aufzuheben.
Sie ging 1991 in den Ruhestand. Von 1991 bis 1996 war sie Mitglied der Royal Commission on Aboriginal Peoples.
Wilson starb 2007 im Alter von 83 Jahren in Ottawa.
2012 wurde ihr zu Ehren an der Schulich School of Law die Bertha Wilson Honor Society gegründet.

## Auszeichnungen
- 1992: Companion des Order of Canada
- 1991: Fellow of the Royal Society of Canada
- 2003: Gruber Justice Prize